# Himalayamarmot
De Himalayamarmot (wetenschappelijke naam: Marmota himalayana) is een soort marmot. Net als andere marmotten behoort de Himalayamarmot tot de familie van de eekhoorns (Sciuridae).

## Kenmerken
De Himalayamarmot is een van de grootste marmotten. Het dier kan tot 70 cm lang worden en 9 kg wegen. De vacht is op de rug bruin met een donkere plek op de kop. De borst en wangen van het dier zijn opvallend gelig van kleur.

## Verwantschap
Binnen de marmotten is de steppenmarmot (Marmota bobak) vermoedelijk het nauwst verwant. Soms wordt de Himalayamarmot zelfs als ondersoort van de steppenmarmot beschouwd.

## Verspreiding
Deze soort komt voor in de Himalaya, de Kunlun en over het Tibetaans Plateau. Net als andere marmotten leeft de Himalayamarmot in kolonies. Ze kunnen tot 4800 m hoogte voorkomen, meestal op de steppes of alpenweides van het hooggebergte.
1. ↑  (en) Himalayamarmot op de IUCN Red List of Threatened Species.